# Gaksital
Gaksital (hangeul: 각시탈, lett. La maschera nuziale; titolo internazionale Bridal Mask) è una serie televisiva sudcoreana trasmessa su KBS2 dal 30 maggio al 6 settembre 2012. È tratta dall'omonimo manhwa del 1974 di Huh Young-man, seppur con qualche differenza nella trama.

## Trama
Sono gli anni Trenta e da ormai vent'anni la Corea è occupata dal Giappone, i cui soldati operano soprusi ai danni dei locali. Stanco di essere una vittima, dopo che il padre è stato accusato di far parte del movimento d'indipendenza e ucciso, e suo fratello maggiore Kang-san è diventato stupido in seguito alle torture, Lee Kang-to si è arruolato nella polizia giapponese, prendendo il nome di Hiroshi Sato, ed è odiato dai connazionali e dalla madre per aver tradito la patria, ma anche ostacolato dai colleghi per i successi ottenuti, in particolare da Kenji Kimura, figlio del capo della polizia del distretto di Jongno e fratello maggiore del migliore amico di Kang-to, Shunji, gentile maestro elementare. Spietato e crudele, Kang-to è però ancora innamorato di Boon-yi, dalla quale fu separato quando erano bambini dopo l'attacco di alcuni banditi, dai quali crede che sia stata uccisa.
Uomo di fiducia del delegato del governatore, Kang-to viene incaricato di catturare Gaksital, eroe che indossa l'omonima maschera raffigurante il volto della sposa di un matrimonio tradizionale, che ha iniziato a uccidere alcuni uomini importanti legati al governo. Per compiere la sua missione, Kang-to decide di usare come esca Oh Mok-dan, una ragazza che Gaksital ha salvato più volte. Mok-dan, figlia di uno dei capi del movimento d'indipendenza, lavora in un circo di Gyeongseong e, pur non essendo un membro attivo della resistenza come suo padre, sostiene l'operato di Gaksital ed è convinta che dietro la maschera si nasconda l'amico d'infanzia Lee Young, del quale custodisce con amore un pugnale che le regalò molti anni prima quando lo vide per l'ultima volta.
Una serie di eventi porta Kenji Kimura a scoprire che Kang-san, in realtà perfettamente sano di mente, è Gaksital, e a ucciderne la madre. Gaksital lo aggredisce e, intervenendo in aiuto del collega, Kang-to ferisce mortalmente il fratello; poco dopo apprende anche del decesso della madre, ma i due corpi vengono bruciati insieme alla casa da alcuni paesani infuriati con Kang-to, e le prove dell'omicidio ivi consumatosi vengono così cancellate. Persi madre e fratello nella stessa sera, Kang-to capisce subito che l'assassino è Kenji e, indossata la maschera di Gaksital, lo uccide sotto gli occhi di Shunji, che decide di entrare in polizia per vendicare il fratello e catturare Gaksital a qualunque costo. Nei panni dell'eroe mascherato, Kang-to continua invece la missione di Kang-san, cioè punire chi incastrò il padre, venendo a contatto con l'organizzazione segreta giapponese Kishokai e la resistenza, il tutto cercando di non far scoprire la sua doppia identità. Lui e Shunji si ritrovano poi in competizione per Mok-dan quando Kang-to scopre che la ragazza è Boon-yi.

## Personaggi
- Lee Kang-to/Sato Hiroshi/Lee Young, interpretato da Joo Won e Kim Woo-suk (da bambino)
- Oh Mok-dan/Esther/Boon-yi, interpretata da Jin Se-yeon e Kim Hyun-soo (da bambina)
- Shunji Kimura, interpretato da Park Ki-woong e Lee Byung-joon (da bambino)
- Rie Ueno/Lala/Chae Hong-joo, interpretata da Han Chae-ah
- Lee Kang-san/Lee In, interpretato da Shin Hyun-joon e Yoon Hong-bin (da bambino)
- Signora Han, interpretata da Song Ok-sook
- Lee Seon, interpretato da Lee Il-jae
- Baek Geon, interpretato da Jeon Hyun
- Mok Damsari, interpretato da Jeon No-min
- Jo Dong-joo, interpretato da Son Byong-ho
- Oh Dong-nyeon, interpretata da Lee Kyung-shil
- Shin Nan-da, interpretato da Lee Byung-joon
- Eom Sun-hwa, interpretata da Son Yeo-eun
- Ham Gye-soon, interpretata da Seo Yoon-a
- Hwang Boo-young, interpretata da Kim Yoo-jin
- Yoon So-hwa, interpretata da Park Ha-neul
- Eom Chang-soo, interpretato da ?
- Jeok-pa/Anna, interpretata da Ban Min-jung
- Compagno Jang, interpretato da Kim In-ho
- Compagno Yoon, interpretato da Lee Do-hoon
- Park Geun-soo, interpretato da Kim Young-hoon
- Yang-baek, interpretato da Kim Myung-gon
- Jin-hong, interpretata da Jung Eun-byul
- Ahn-seob, interpretato da Kim Ji-min
- Han Min-gyoo, interpretato da Park Bo-gum
- Taro Kimura, interpretato da Chun Ho-jin
- Kenji Kimura, interpretato da Park Joo-hyung
- Nonna di Soon-yi, interpretata da Joo Boo-jin
- Shin Soon-yi, interpretata da Lee Seul-bi
- Jun Katsuyama, interpretato da Ahn Hyung-joon
- Hideki Ueno, interpretato da Jeon Gook-hwan
- Katsuyama, interpretato da Ahn Hyung-joon
- Kato Ginpei, interpretato da Bruce Khan
- Koji Konno, interpretato da Kim Eung-soo
Delegato del governatore presso la polizia.
- Shinji Abe, interpretato da Yoon Bong-kil
- Tadanobu Goiso, interpretato da Yoon Jin-ho
- Ishida Yuji, interpretato da Yeo Ho-min
- Yoshio Murayama, interpretato da Kim Myung-soo
- Ozaki Kagawa, interpretato da Choi Woong
- Sanzo Takeda, interpretato da Lee Joo-hyun
- Tasha, interpretata da Ji Seo-yun
- Direttore Bong, interpretato da Baek Jae-jin
- Lee Hae-suk/Tamao Minami, interpretato da Choi Dae-hoon
- Mary, interpretata da Jang Joon-yoo
- No Sang-yeob, interpretato da Lee Jae-won
- Susie, interpretata da Oh Eun-ho
- Jenny, interpretata da Yang Hee-yoon
- Giudice Choi Myung-sub, interpretato da Kwon Tae-won
- Woo Byung-joon, interpretato da Kim Kyu-chul
Direttore dell'ospedale.
- Lee Si-yong, interpretato da Ahn Suk-hwan
- Park In-sam, interpretato da Kim Tae-young
Direttore del quotidiano.
- Park Sung-mo, interpretato da Bang Joong-hyun
- Lee Hwa-gyung, interpretata da Kim Jung-nan
- Jo Young-geun, interpretato da Ko In-beom
Direttore della banca Jo-il.
- Dong-jin, interpretato da Park Sung-woong
- Giornalista Song, interpretato da Choi Dae-chul
- Kim Deuk-soo, interpretato da Kim Bang-won
- Presidente Song, interpretato da Choi Yoon-joon
- Bae Man-sung, interpretato da Yang Jae-won
- Madre di Deuk-soo, interpretata da Kim Choo-wul
- Nam Sung-hun, interpretato da Gil Geum-sung
- Presidente Park, interpretato da Min Joon-hyun
- No-in, interpretato da Shin Si-beom
- Governatore Rio Wada, interpretato da Song Min-hyung
- Kaneko, interpretata da Park Ah-rong
- Masako, interpretata da Kang Ki-hwa

## Ascolti
| Episodio | Data di trasmissione | Dati TNMS           | Dati TNMS                  | Dati AGB            | Dati AGB                   |
| Episodio | Data di trasmissione | A livello nazionale | Area metropolitana di Seul | A livello nazionale | Area metropolitana di Seul |
| -------- | -------------------- | ------------------- | -------------------------- | ------------------- | -------------------------- |
| 1        | 30 maggio 2012       | 12,6%               | 12,8%                      | 12,7%               | 13,3%                      |
| 2        | 31 maggio 2012       | 12,4%               | 13,3%                      | 12,4%               | 12,9%                      |
| 3        | 6 giugno 2012        | 13,3%               | 14,5%                      | 13,6%               | 13,9%                      |
| 4        | 7 giugno 2012        | 14,8%               | 14,9%                      | 15,6%               | 16,7%                      |
| 5        | 13 giugno 2012       | 13,8%               | 14,1%                      | 14,5%               | 15,4%                      |
| 6        | 14 giugno 2012       | 15,5%               | 16,3%                      | 15,0%               | 15,7%                      |
| 7        | 20 giugno 2012       | 15,3%               | 15,5%                      | 15,5%               | 16,5%                      |
| 8        | 21 giugno 2012       | 15,4%               | 15,0%                      | 15,5%               | 16,3%                      |
| 9        | 27 giugno 2012       | 14,7%               | 13,9%                      | 14,8%               | 15,2%                      |
| 10       | 28 giugno 2012       | 15,9%               | 15,3%                      | 14,6%               | 15,0%                      |
| 11       | 4 luglio 2012        | 17,6%               | 17,2%                      | 14,8%               | 15,8%                      |
| 12       | 5 luglio 2012        | 16,5%               | 15,6%                      | 14,0%               | 14,0%                      |
| 13       | 11 luglio 2012       | 16,7%               | 15,6%                      | 14,4%               | 14,4%                      |
| 14       | 12 luglio 2012       | 17,3%               | 16,3%                      | 16,3%               | 17,5%                      |
| 15       | 18 luglio 2012       | 17,2%               | 16,8%                      | 15,2%               | 16,7%                      |
| 16       | 19 luglio 2012       | 18,1%               | 17,3%                      | 16,8%               | 18,2%                      |
| 17       | 25 luglio 2012       | 16,7%               | 16,8%                      | 15,6%               | 16,3%                      |
| 18       | 1 agosto 2012        | 16,9%               | 16,3%                      | 18,0%               | 18,2%                      |
| 19       | 8 agosto 2012        | 19,3%               | 18,8%                      | 18,3%               | 18,2%                      |
| 20       | 9 agosto 2012        | 20,6%               | 20,6%                      | 19,5%               | 19,8%                      |
| 21       | 15 agosto 2012       | 22,6%               | 23,1%                      | 19,4%               | 18,8%                      |
| 22       | 16 agosto 2012       | 21,9%               | 22,4%                      | 19,7%               | 19,5%                      |
| 23       | 22 agosto 2012       | 22,2%               | 22,4%                      | 19,8%               | 19,5%                      |
| 24       | 23 agosto 2012       | 22,3%               | 22,9%                      | 20,3%               | 20,2%                      |
| 25       | 29 agosto 2012       | 19,4%               | 19,4%                      | 20,4%               | 20,6%                      |
| 26       | 30 agosto 2012       | 22,8%               | 22,9%                      | 21,4%               | 21,7%                      |
| 27       | 5 settembre 2012     | 24,3%               | 26,1%                      | 21,5%               | 21,9%                      |
| 28       | 6 settembre 2012     | 27,3%               | 27,7%                      | 22,9%               | 23,2%                      |
| Media    | Media                | 18,0%               | 18,0%                      | 16,9%               | 17,3%                      |

## Colonna sonora
1. Goodbye Day (굿바이데이) – Ulala Session
2. I Couldn't Do It (안되겠더라) – 4MEN
3. When the Sun Sets (노을이 지면) – Gavy NJ
4. You in My Arms (그대 내 품에) – Bohemian
5. Judgment Day (심판의 날) – Joo Won e Lee Jung-hyun
6. That One Word (그 한마디) – Melody Day
7. Love and Love (사랑 그리고 사랑) – Joo Won
8. It Doesn't Work (안되나봐) – Eun-yoo
9. Unrequited Love (외사랑) – Han Chae-ah
10. If It Makes Me Hurt (아파와도) – Lee Seul-bi
11. Blue and Red (청홍) – Ji Seo-yoon
12. Bridal Mask (각시탈)
13. Holy
14. Fate (운명)
15. Right in Front of You (내가 니 앞에 있는데)
16. Guardian (수호신)
17. Unrequited Love (Orchestra Ver.) (외사랑 (Orchestra Ver.))
18. Tae Geuk Flag On This Land (태극기가 이 땅에)

## Riconoscimenti
| Anno                                    | Premio                                             | Categoria               | Ricevente       | Risultato       |
| --------------------------------------- | -------------------------------------------------- | ----------------------- | --------------- | --------------- |
| 2012                                    |                                                    |                         |                 |                 |
| Korean Culture and Entertainment Awards | Miglior drama                                      |                         | Candidato/a     |                 |
| Korean Culture and Entertainment Awards | Miglior produttore di drama                        | Yoon Sung-sik           | Candidato/a     |                 |
| Korean Culture and Entertainment Awards | Premio alla massima eccellenza, attore             | Joo Won                 | Candidato/a     |                 |
| Korean Culture and Entertainment Awards | Premio all'eccellenza, attore                      | Kim Eung-soo            | Vincitore/trice |                 |
| Korean Culture and Entertainment Awards | Premio all'eccellenza, attore                      | Lee Byung-joon          | Candidato/a     |                 |
| Korean Culture and Entertainment Awards | Premio all'eccellenza, attore                      | Jeon No-min             | Vincitore/trice |                 |
| Korean Culture and Entertainment Awards | Miglior attore di supporto                         | Park Ki-woong           | Candidato/a     |                 |
| Korean Culture and Entertainment Awards | Miglior nuova attrice                              | Han Chae-ah             | Candidato/a     |                 |
| Korean Culture and Entertainment Awards | Miglior nuova attrice                              | Jin Se-yeon             | Candidato/a     |                 |
| Korean Culture and Entertainment Awards | Miglior nuova attrice                              | Ban Min-jung            | Vincitore/trice |                 |
| APAN Star Awards                        | Premio all'eccellenza, attore                      | Joo Won                 | Candidato/a     |                 |
| APAN Star Awards                        | Premio recitazione, attrice                        | Jin Se-yeon             | Candidato/a     |                 |
| APAN Star Awards                        | Migliori scene d'azione                            |                         | Vincitore/trice |                 |
| KBS Drama Awards                        | Premio alla massima eccellenza, attore             | Joo Won                 | Candidato/a     |                 |
| KBS Drama Awards                        | Premio alla massima eccellenza, attore             | Chun Ho-jin             | Candidato/a     |                 |
| KBS Drama Awards                        | Premio all'eccellenza, attore in un drama seriale  | Joo Won                 | Vincitore/trice |                 |
| KBS Drama Awards                        | Premio all'eccellenza, attore in un drama seriale  | Chun Ho-jin             | Candidato/a     |                 |
| KBS Drama Awards                        | Premio all'eccellenza, attrice in un drama seriale | Jin Se-yeon             | Candidato/a     |                 |
| KBS Drama Awards                        | Premio all'eccellenza, attrice in un drama seriale | Han Chae-ah             | Candidato/a     |                 |
| KBS Drama Awards                        | Miglior nuova attrice                              | Jin Se-yeon             | Vincitore/trice |                 |
| KBS Drama Awards                        | Miglior attore di supporto                         | Park Ki-woong           | Vincitore/trice |                 |
| KBS Drama Awards                        | Miglior attrice di supporto                        | Kim Jung-nan            | Candidato/a     |                 |
| KBS Drama Awards                        | Miglior giovane attore                             | Kim Woo-suk             | Candidato/a     |                 |
| KBS Drama Awards                        | Miglior giovane attrice                            | Kim Hyun-soo            | Candidato/a     |                 |
| KBS Drama Awards                        | Premio miglior coppia                              | Joo Won e Park Ki-woong | Candidato/a     |                 |
| KBS Drama Awards                        | Premio miglior coppia                              | Joo Won e Jin Se-yeon   | Candidato/a     |                 |
| KBS Drama Awards                        | Premio popolarità                                  | Joo Won                 | Vincitore/trice |                 |
| 2013                                    | Republic of Korea National Assembly Awards         | Drama dell'anno         |                 | Vincitore/trice |